# Музей–оселя родини Івана Франка
Народний музей-оселя родини Івана Франка — музей, присвячений Іванові Франку та його родині в місті Калуш, житловий масив Підгірки.

## Короткий опис
У 1996 році в Підгірках було споруджено пам'ятник Іванові Франку (архітектор Я.Чайка), тут на місцевому цвинтарі похований рідний брат Каменяра — Онуфрій Франко (1861—1913).
Ініціатором створення музею-оселі в Калуші була внучка Онуфрія Франка — Оксана, доктор історичних наук та професор Національного університету ім. Івана Франка у Львові та її син Андрій, кандидат історичних наук та франкознавець.
Музей відкрито у 1992 році за рішенням виконавчого комітету Калуської міської ради № 126 від 14.06.1989 року.
Приміщення збудоване в 1935 році сином брата Івана Франка — Омеляном Франком. В музеї-оселі відкрито чотири кімнати.
Перша кімната розповідає про життєвий і творчий шлях Івана Франка: фото дитячих років, студентського періоду життя, похилого віку. Чільне місце в цій кімнаті займає родинне дерево франкового роду.
Друга кімната музею містить матеріали про родину Онуфрія Франка у Підгірках і куток священика, поета і просвітницького діяча Антіна Могильницького, творчість якого високо поціновував Іван Франко.
Третя кімната — «Франкова світлиця». Тут виставлено оригінальні речі родини Онуфрія Франка.
Четверта кімната — «Іван Франко і Смольський». Тут виставлені картини Григорія Смольського. Цей митець залишив спомин про Івана Франка, зокрема, про його приїзд на похорон брата Онуфрія у 1913 р.
В музеї проводиться пошукова та дослідницька робота: семінари вчителів, франкові читання, дитячі ранки, виставки декоративно-ужиткового мистецтва.
Музей брав участь у проекті «Відкритий туризм: доступність відпочинку на Івано-Франківщині для осіб з особливими потребами».
З 3 січня 2012 року входить до складу до комунального закладу «Музейно-виставковий центр Калуської міської ради».

## Практична інформація
- Адреса: вул. Івано-Франківська, 22, м. Калуш, житловий масив Підгірки 77312.
- Робочі дні: понеділок — п'ятниця, Вихідні дні: субота — неділя. Години роботи: з 9:00 до 17:30 год. Обід: з 12:00 до 12.30 год.